# Alps Hockey League 2018-2019
L'Alps Hockey League 2018-2019 è la terza stagione organizzata dall'Alps Hockey League (acronimo AHL), torneo sovranazionale fondato nel 2016 che vede iscritti team italiani, austriaci e sloveni.

## Squadre
La Lega, per questo terzo campionato, vede nuovamente iscritte 17 partecipanti provenienti da 3 diversi paesi (Austria, Slovenia ed Italia). Il numero sarebbe dovuto salire a 18, nove delle quali italiane: aveva richiesto ed ottenuto una wild card l'Hockey Milano Rossoblu. Successivamente, tuttavia, l'HC Egna ha ritirato la propria iscrizione, scegliendo di proseguire l'attività col solo settore giovanile, riportando quindi a 17 il numero di compagini.
| Girone | Club                   | Paese    | Regione             | Città                    | Arena                        | Capacità | Esordio in AHL |
| ------ | ---------------------- | -------- | ------------------- | ------------------------ | ---------------------------- | -------- | -------------- |
| Est    | EC KAC 2               | Austria  | Carinzia            | Klagenfurt am Wörthersee | Stadthalle Klagenfurt        | 5.088    | 2016-17        |
| Est    | EC Red Bull Salzburg 2 | Austria  | Salisburghese       | Salisburgo               | Eisarena Salzburg            | 3.200    | 2016-17        |
| Est    | HDD Jesenice           | Slovenia | Alta Carniola       | Jesenice                 | Športna dvorana Podmežakla   | 5.500    | 2016-17        |
| Est    | HK Olimpija            | Slovenia | Slovenia Centrale   | Lubiana                  | Hala Tivoli                  | 5.600    | 2017-18        |
| Ovest  | EK Zell am See         | Austria  | Salisburghese       | Zell am See              | Eishalle Zell am See         | 3.200    | 2016-17        |
| Ovest  | EC Kitzbühel           | Austria  | Tirolo              | Kitzbühel                | Sportpark Kapserbrücke       | 1.700    | 2016-17        |
| Ovest  | EHC Lustenau           | Austria  | Vorarlberg          | Lustenau                 | Rheinhalle                   | 2.200    | 2016-17        |
| Ovest  | VEU Feldkirch          | Austria  | Vorarlberg          | Feldkirch                | Vorarlberghalle              | 5.200    | 2016-17        |
| Ovest  | EHC Bregenzerwald      | Austria  | Vorarlberg          | Dornbirn                 | Messestadion Dornbirn        | 4.270    | 2016-17        |
| Sud A  | SG Cortina             | Italia   | Veneto              | Cortina d'Ampezzo        | Stadio Olimpico del Ghiaccio | 2.700    | 2016-17        |
| Sud A  | HC Pustertal           | Italia   | Trentino-Alto Adige | Brunico                  | Rienzstadion                 | 2.050    | 2016-17        |
| Sud A  | WSV Sterzing Broncos   | Italia   | Trentino-Alto Adige | Vipiteno                 | Weihenstephan Arena          | 1.700    | 2016-17        |
| Sud A  | Milano Rossoblu        | Italia   | Lombardia           | Milano                   | Stadio del ghiaccio Agorà    | 4.000    | 2018-19        |
| Sud B  | Asiago Hockey          | Italia   | Veneto              | Asiago                   | Hodegart                     | 3.000    | 2016-17        |
| Sud B  | Ritten Sport           | Italia   | Trentino-Alto Adige | Collalbo                 | Arena Ritten                 | 1.200    | 2016-17        |
| Sud B  | HC Fassa               | Italia   | Trentino-Alto Adige | Alba di Canazei          | Gianmario Scola              | 3.500    | 2016-17        |
| Sud B  | HC Gherdëina           | Italia   | Trentino-Alto Adige | Selva di Val Gardena     | Pranives                     | 2.000    | 2016-17        |

## Formula
Come nella stagione precedente, nella regular season ogni squadra disputerà 40 incontri. Viene infatti disputato un girone di andata e ritorno tra tutte le compagini, cui si aggiunge un girone di andata e ritorno interno a ciascuno dei quattro gruppi. Per portare il totale a 40, le squadre dei gironi da quattro squadre disputano un'ulteriore gara di andata e ritorno contro un'altra squadra estratta a sorte. A differenza della stagione precedente, può essere estratta una qualsiasi delle squadre dei gironi da quattro, e non solo tra quelle del proprio girone.
Al termine della regular season, le prime quattro squadre sono qualificate direttamente ai quarti di finale dei play-off, mentre le squadre classificate dal quinto al dodicesimo posto si affronteranno in un turno preliminare.
Il turno preliminare viene giocato al meglio dei tre incontri, le semifinali al meglio dei cinque, mentre sia i quarti di finale che la finale sono disputate al meglio dei sette incontri. La disputa della finale è però inedita e, contemplando le eventuali 7 gare, essa terminerà nel giro di soli 10 giorni: si giocherà infatti a ritmi serrati, con le prime due partite giocate in casa della meglio classificata su due giorni consecutivi poi, dopo un solo giorno di riposo (sabato 13 aprile) la serie si sposterà in casa della squadra peggio classificata, dove si giocheranno altre due partite in due giorni. Le restanti (eventuali) 3 gare, si disputeranno poi a distanza di due giorni le une dalle altre, alternando la pista.

## Campionati nazionali

### Campionato italiano
Le otto squadre italiane partecipanti alla AHL si giocano anche il titolo italiano. È sempre prevista una final four, ma rispetto alla stagione precedente sono cambiati sia i criteri di qualificazione che le modalità di disputa di semifinali e finale. Tutti gli incontri tra squadre italiane durante la regular season concorrono a formare una classifica, ed al termine le squadre classificate ai primi quattro posti si giocheranno le semifinali e la finale con gare di andata e ritorno.

### Campionato sloveno
Come nella stagione precedente, le due squadre slovene di AHL partecipano al massimo campionato sloveno, ed i primi due incontri sono validi per entrambe le competizioni.

### Campionato austriaco
Le gare tra le sette compagini austriache durante la regular season concorrono a determinare una classifica, ed al termine le squadre classificate dal primo al quarto posto si qualificano alla final four che assegna il titolo di seconda serie austriaco.

## Regular season

### Classifica
| Pos. | Squadra          | Pt  | G  | V  | VOT | POT | P  | GF  | GS  | DR   |
| ---- | ---------------- | --- | -- | -- | --- | --- | -- | --- | --- | ---- |
| 1.   | Val Pusteria     | 104 | 40 | 31 | 5   | 1   | 3  | 156 | 59  | +97  |
| 2.   | HK Olimpija      | 94  | 40 | 29 | 3   | 1   | 7  | 160 | 85  | +75  |
| 3.   | RB Hockey Jr.    | 90  | 40 | 26 | 4   | 4   | 6  | 169 | 97  | +72  |
| 4.   | Asiago           | 84  | 40 | 22 | 7   | 4   | 7  | 158 | 109 | +49  |
| 5.   | Ritten-Renon     | 83  | 40 | 27 | 1   | 0   | 12 | 165 | 98  | +67  |
| 6.   | Lustenau         | 81  | 40 | 25 | 2   | 2   | 11 | 158 | 112 | +46  |
| 7.   | VEU Feldkirch    | 69  | 40 | 21 | 2   | 5   | 12 | 137 | 114 | +23  |
| 8.   | HDD Jesenice     | 68  | 40 | 21 | 1   | 3   | 15 | 173 | 115 | +58  |
| 9.   | Vipiteno Broncos | 68  | 40 | 16 | 7   | 6   | 11 | 130 | 100 | +30  |
| 10.  | Cortina          | 55  | 40 | 14 | 4   | 5   | 17 | 111 | 130 | -19  |
| 11.  | Gherdëina        | 46  | 40 | 14 | 1   | 2   | 23 | 105 | 140 | -35  |
| 12.  | Kitzbühel        | 42  | 40 | 11 | 3   | 3   | 23 | 101 | 154 | -53  |
| 13.  | Zell am See      | 37  | 40 | 9  | 3   | 4   | 24 | 106 | 171 | -65  |
| 14.  | Bregenzerwald    | 30  | 40 | 8  | 1   | 4   | 27 | 99  | 163 | -64  |
| 15.  | KAC II           | 29  | 40 | 9  | 1   | 0   | 30 | 109 | 185 | -76  |
| 16.  | Milano Rossoblu  | 22  | 40 | 6  | 1   | 2   | 31 | 99  | 189 | -90  |
| 17.  | Fassa Falcons    | 15  | 40 | 3  | 2   | 2   | 33 | 91  | 206 | -115 |

Aggiornata al termine della regular season
Criteri:
Punti ottenuti, miglior differenza reti e maggior numero di reti segnate negli scontri diretti ed eventualmente maggior numero di vittorie complessive determinano il piazzamento in classifica in caso di eguale punteggio.
Legenda:

      Ammesse ai quarti di finale dei play-off
      Ammesse al turno preliminare dei play-off

## Post-season

### Preliminari

#### Tabellone
|  | Turno preliminare |                  |                  |   |   |  |
|  |                   |                  |                  |   |   |  |
|  | 5                 | Ritten-Renon     | Ritten-Renon     | 6 | 7 |  |
|  | 12                | Kitzbühel        | Kitzbühel        | 0 | 3 |  |
|  | 6                 | Lustenau         | Lustenau         | 6 | 2 |  |
|  | 11                | Gherdëina        | Gherdëina        | 3 | 1 |  |
|  | 7                 | VEU Feldkirch    | VEU Feldkirch    | 2 | 1 |  |
|  | 10                | Cortina          | Cortina          | 4 | 4 |  |
|  | 8                 | HDD Jesenice     | HDD Jesenice     | 3 | 3 |  |
|  | 9                 | Vipiteno Broncos | Vipiteno Broncos | 0 | 0 |  |

#### Incontri

##### Gara 1
| Arbitri: | Alex Lazzeri Matthias Ruez |

| |           |  |
| S. Kostner (Eriksson, T. Spinell) 6:36 Giacomuzzi (Luza) 14:33 Eriksson (T. Spinell, S. Kostner) 15:27 Quinz 34:32 Eisath (Lutz, Vigl) 42:37 S. Kostner (Eriksson, Lutz) 58:00 | Marcatori |  |

| Arbitri: | Andrea Benvegnu Patrick Fichtner |

| |           | |
| Vallerand (Putnik, Kreuter) 5:38 Vallerand (Putnik) 35:28 Vallerand (Putnik, Auer) 37:43 Putnik (Wilfan, Winzig) 45:41 Wilfan (Auer, Winzig) 49:53 Putnik (Vallerand, Corbeil) 58:51 | Marcatori | 3:26 A. Vinatzer (I. Demetz, Roupec) 18:25 I. Demetz (A. Vinatzer, Willeit) 31:34 G. Vinatzer (Nocker, I. Demetz) |

| Arbitri: | Daniel Gamper Andrea Moschen |

|                                                        |           | |
| Stanley (Puschnik, Soudek) 6:17 Jennes (Pilgram) 31:15 | Marcatori | 8:31 Zardini Lacedelli (Adami, De Zanna) 21:09 Barnabo 51:39 R. Lacedelli (De Zanna) 59:34 Adami (Trecapelli, R. Lacedelli) |

| Arbitri: | Gregor Miklič Christian Ofner |

|                                                         |           |  |
| Brus (Tavzelj, Tomazevic) 51:05 Kalan 56:05 Kalan 59:38 | Marcatori |  |

##### Gara 2
| Arbitri: | Leopold Durchner Patrick Fichtner |

|                                                                                              |           | |
| Havlik (Lidström, Lenes) 12:50 Lidström (Lenes, Havlik) 14:29 Rousek (Lenes, Lidström) 40:15 | Marcatori | 9:11 Eriksson (T. Spinell, S. Kostner) 23:56 T. Spinell (Luza, Tudin) 42:28 Brighenti (Brunner, Pechlaner) 50:17 Pechlaner (Quinz) 52:21 Tudin (Sislannikovs, M. Spinell) 57:27 Sislannikovs 58:53 Eriksson (S. Kostner) |

| Arbitri: | Daniel Gamper Marco Mori |

|                                 |           |                                                        |
| Long (Brugnoli, Viitanen) 43:41 | Marcatori | 9:37 Vallerand (Wilfan, König) 37:29 D'Alvise (Putnik) |

| Arbitri: | Andrea Moschen Christian Ofner |

| |           |                                          |
| Ayotte (R. Lacedelli, Larcher) 6:29 DiDiomete (Stumpf, Bruneteau) 31:20 Stumpf (Alverà, Trecapelli) 37:42 Stumpf (Bruneteau) 57:19 | Marcatori | 51:05 Puschnik (Draschkowitz, Wiedmaier) |

| Arbitri: | Matthias Ruetz René Strasser |

|  |           |                                                                                 |
|  | Marcatori | 27:14 Sersen (U. Sodja, Stojan) 37:07 Cimzar (Svetina) 58:01 Cimzar (Brus, Pem) |

### Play-off
Al termine del turno preliminare, le squadre classificate dal primo al quarto posto hanno proceduto alla scelta dell'avversario per i quarti. Il Val Pusteria ha scelto il Cortina, l'Olimpija ha scelto il Renon, il Salisburgo jr. ha scelto il Lustenau, mentre all'Asiago è rimasto lo Jesenice.

#### Tabellone
|  | Quarti di finale | Quarti di finale | Quarti di finale | Quarti di finale | Quarti di finale | Quarti di finale | Quarti di finale | Quarti di finale | Quarti di finale |  |  | Semifinali   | Semifinali   | Semifinali  | Semifinali  | Semifinali | Semifinali | Semifinali |   |    | Finale       | Finale       | Finale | Finale | Finale | Finale | Finale | Finale | Finale |  |
|  |                  |                  |                  |                  |                  |                  |                  |                  |                  |  |  |              |              |             |             |            |            |            |   |    |              |              |        |        |        |        |        |        |        |  |
|  | 1                | Val Pusteria     | Val Pusteria     | Val Pusteria     | Val Pusteria     | 1                | 1                | 3†               | 7                |  |  |              |              |             |             |            |            |            |   |    |              |              |        |        |        |        |        |        |        |  |
|  | 10               | Cortina          | Cortina          | Cortina          | Cortina          | 0                | 0                | 2                | 2                |  |  | Val Pusteria | Val Pusteria | 3†          | 2           | 0          | 3          | 3†         |   |    |              |              |        |        |        |        |        |        |        |  |
|  | 4                | Asiago           | Asiago           | Asiago           | Asiago           | 1                | 2                | 1                | 0                |  |  | HDD Jesenice | HDD Jesenice | 2           | 3†          | 1          | 2          | 2          |   |    |              |              |        |        |        |        |        |        |        |  |
|  | 8                | HDD Jesenice     | HDD Jesenice     | HDD Jesenice     | HDD Jesenice     | 2                | 3†               | 3                | 6                |  |  |              |              |             |             |            |            |            |   |    | Val Pusteria | Val Pusteria | 3      | 2      | 6      | 4†     | 2      | 2      | 1      |  |
|  | 2                | HK Olimpija      | HK Olimpija      | 3                | 0                | 6                | 0                | 4                | 3                |  |  |              |              | HK Olimpija | HK Olimpija | 0          | 7          | 4          | 3 | 3† | 6            | 3            |        |        |        |        |        |        |        |  |
|  | 5                | Ritten-Renon     | Ritten-Renon     | 0                | 4                | 2                | 5                | 1                | 1                |  |  | HK Olimpija  | HK Olimpija  | HK Olimpija | HK Olimpija | 4          | 4          | 7          |   |    |              |              |        |        |        |        |        |        |        |  |
|  | 3                | RB Hockey Jr.    | 3                | 3                | 6                | 2                | 3                | 2                | 2                |  |  | Lustenau     | Lustenau     | Lustenau    | Lustenau    | 1          | 0          | 4          |   |    |              |              |        |        |        |        |        |        |        |  |
|  | 6                | Lustenau         | 2                | 4†               | 4                | 4                | 2                | 4                | 3                |  |  |              |              |             |             |            |            |            |   |    |              |              |        |        |        |        |        |        |        |  |

Legenda: † - Partita terminata dopo un tempo supplementare; ‡ - Partita terminata dopo due tempi supplementari

#### Quarti di finale

##### Gara 1
| Arbitri: | Leopold Durchner Christian Ofner |

|                                                                                  |           |  |
| Music (Koren, Kranjc) 34:26 Zajc (Music Koren) 37:41 Music (Koren, Vidmar) 59:28 | Marcatori |  |

| Arbitri: | Miha Bajt Andreas Supper |

|                                                                                                   |           |                                                |
| Schütz (Huber, Predan) 7:26 Nordberg (Evertsson, Wittnig) 15:00 Varejcka (Witting, Schmitz) 41:54 | Marcatori | 2:39 Myrrä (König) 7:05 Winzig (Grabher Meier) |

| Arbitri: | Miha Bulovec Matthias Ruetz |

|                           |           |  |
| Gander (T. Virtala) 13:41 | Marcatori |  |

| Arbitri: | Andrea Moschen Tilen Pahor |

|                                         |           |                                                                  |
| Naclerio (Olivero, P. Pietroniro) 30:49 | Marcatori | 11:33 Glavic (Sersen, Gagnon) 57:06 J. Sodja (U. Sodja, Svetina) |

##### Gara 2
| Arbitri: | Miha Bulovec Andrea Moschen |

| |           |  |
| Pechlaner (Eisath) 7:52 Sislannikovs 8:54 M. Spinell (Tudin, Tauferer) 18:50 Tudin (Lescovs, Quinz) 29:50 | Marcatori |  |

| Arbitri: | Patrick Fichtner Daniel Gamper |

| |           |                                                                                  |
| D'Alvise (Vallerand, Grabher Meier) 14:05 Grabher Meier (Slivnik, D'Alvise) 18:57 D'Alvise (Vallerand, Slivnik) 33:22 Arkiomaa (Winzig, Putnik) 68:20 | Marcatori | 2:39 Kokkila (Nordberg) 18:30 Wappis (Pilloni) 18:30 Nordberg (Witting, Kokkila) |

| Arbitri: | Simone Lega Christian Ofner |

|  |           |                                  |
|  | Marcatori | 13:41 Gander (T. Virtala, Hofer) |

| Arbitri: | Andrea Moschen Tilen Pahor |

| |           |                                                                 |
| Rodman (Tomazevic, Paradies) 8:15 Gagnon (Tomazevic, Stojan) 31:32 Paradies (Pem, Tomazevic) 77:15 | Marcatori | 10:24 Bina (Naclerio, Rosa) 40:34 C. Pietroniro (Tessari, Rosa) |

##### Gara 3
| Arbitri: | Leopold Durchner Florian Widmann |

| |           |                                                                           |
| Koblar (Rajsar, K. Čepon) 0:44 Koren (Pesut, Music) 32:53 Orehek (M. Čepon, Simsic) 37:46 Jesovsek (Koblar, Rajsar) 48:43 Orehek (Simsic, Chvatal) 49:56 Orehek (Simsic, Chvatal) 52:22 | Marcatori | 45:49 Lutz (S. Kostner, Eriksson) 45:49 Eriksson (S. Kostner, T. Spinell) |

| Arbitri: | Miha Bajt Andreas Supper |

|                                                                                                   |           |                                                |
| Schütz (Huber, Predan) 7:26 Nordberg (Evertsson, Wittnig) 15:00 Varejcka (Witting, Schmitz) 41:54 | Marcatori | 2:39 Myrrä (König) 7:05 Winzig (Grabher Meier) |

| Arbitri: | Miha Bajt Rene Strasser |

| |           |                                                                           |
| Althuber (T. Virtala, Gander) 7:41 Corbett (Andergassen, Traversa) 46:59 M. Virtala (Traversa, Andergassen) 60:40 | Marcatori | 14:29 Bruneteau (Di Diomete, Stumpf) 41:35 Stumpf (Di Diomete, Bruneteau) |

| Arbitri: | Andrea Benvegnu Miha Bulovec |

|                                     |           |                                                                                              |
| Rosa (Gellert, P. Pietroniro) 26:03 | Marcatori | 20:24 Rodman (Gagnon, Paradies) 39:19 Bašič (Glavic, Gagnon) 43:09 Tomazevic (Paradies, Pem) |

##### Gara 4
| Arbitri: | Alex Lazzeri Matthias Ruetz |

| |           |  |
| M. Spinell 16:26 Lutz (Lescovs, Luza) 24:29 S. Kostner 33:05 Luza (Tudin, Sislannikovs) 35:21 Tudin (Brighenti, Vigl) 53:39 | Marcatori |  |

| Arbitri: | Simone Lega René Strasser |

| |           |                                                                     |
| Arkiomaa (Grabher Meier, Slivnik) 30:00 D'Alvise (Arkiomaa, Auer) 40:42 Vallerand (Putnik, Wilfan) 54:57 Slivnik (D'Alvise, Koczera) 56:55 | Marcatori | 25:30 Nordberg (Meisaari, Laakso) 46:47 Wallenta (Meisaari, Predan) |

| Arbitri: | Miha Bulovec Turo Virta |

|                                                                          |           | |
| Trecapelli (Bruneteau, Di Diomete) 20:42 Barnabo (Adami, De Zanna) 38:02 | Marcatori | 1:16 Traversa (Corbett, Gander) 2:41 M. Virtala (Elliscasis, Oberrauch) 19:40 Oberrauch (Andergassen) 40:16 T. Virtala 45:51 Gander (Andergassen, Traversa) 55:53 Oberrauch (Traversa, Corbett) 59:43 Piroso (Brunner) |

| Arbitri: | Christian Ofner Florian Widmann |

| |           |  |
| Glavic (Urukalo, Avsenek) 3:43 Bašič (Tavzelj, Gagnon) 29:20 Pance (Gagnon, Bašič) 37:42 Paradis (Pem, Rodman) 50:07 Rodman (Paradis, Tomazevic) 51:12 Svetina (U. Sodja, Brus) 57:15 | Marcatori |  |

##### Gara 5
| Arbitri: | Andrea Benvegnu Patrick Fichtner |

| |           |                          |
| Vidmar (Kranic, Music) 27:56 Rajsar (Koblar, Jezovsek) 42:27 Simsic (Svete, K. Čepon) 42:51 Jesovsek (Rajsar, Koblar) 43:40 | Marcatori | 54:43 Lutz (Quinz, Luza) |

| Arbitri: | Miha Bulovec Christian Ofner |

| |           |                                                                                      |
| Witting (Wappis, Kokkila) 15:41 Kokkila (Nordberg, Wittnig) 41:48 Varejcka (Nordberg, Stapelfeldt) 53:16 | Marcatori | 34:26 Tschernutter (Oberscheider, Loibnegger) 7:05 Grabher Meier (D'Alvise, Slivnik) |

##### Gara 6
| Arbitri: | Marco Mori René Strasser |

|                               |           |                                                            |
| T. Spinell (S. Kostner) 44:49 | Marcatori | 6:28 Zorko 8:08 Pesut (Kranjc) 49:49 Svete (Music, Vidmar) |

| Arbitri: | Leopold Durchner Alex Lazzeri |

| |           |                                                              |
| D'Alvise (Wilfan, Hrdina) 4:12 Tschernutter (Winzig, Wilfan) 44:05 D'Alvise (Wilfan, Slivnik) 46:16 Arkiomaa (Grabher Meier, Hrdina) 58:57 | Marcatori | 8:29 Schreier (Lobach, Zitz) 21:57 Huber (Nordberg, Kokkila) |

##### Gara 7
| Arbitri: | Patrick Fichtner Christian Ofner |

|                                                         |           |                                                                             |
| Zündel (Klöckl, Schreier) 11:22 Rebernig (Zündel) 32:42 | Marcatori | 7:07 Koczera 39:33 Arkiomaa (D'Alvise, Auer) 49:14 D'Alvise (Grabher Meier) |

#### Semifinali

##### Gara 1
| Arbitri: | Patrick Fichtner Christian Ofner |

| |           |                                 |
| Rajsar (Zorko, Koblar) 10:44 Music (Koren, Vidmar) 37:41 Koren (Music) 30:07 Chvatal (K. Čepon) 59:00 | Marcatori | 30:45 Putnik (Winzig, Arkiomaa) |

| Arbitri: | Marco Mori Matthias Ruetz |

| |           |                                                             |
| A. De Lorenzo Meo (L. De Lorenzo Meo, Berger) 24:56 Gander (Hofer, T. Virtala) 58:02 T. Virtala (M. Virtala, Althuber) 63:03 | Marcatori | 5:20 Paradis (Rodman, Pem) 20:29 Gagnon (Rodman, Tomazevic) |

##### Gara 2
| Arbitri: | René Strasser Turo Virta |

| |           |  |
| Pesut (Music, Kranic) 0:23 Pesut (Vidmar, Kranic) 38:43 Chvatal (Orehek, Simsic) 39:43 Jezovsek (Koblar, Zorko) 53:53 | Marcatori |  |

| Arbitri: | Leopold Durchner Alex Lazzeri |

|                                                                                                |           |                                                                         |
| Brus (Glavic, Svetina) 46:52 Paradis (Tavzelj, Rodman) 51:14 Rodman (Tomazevic, Paradis) 61:39 | Marcatori | 26:37 Traversa (Corbett, Andergassen) 41:33 Corbett (Helfer, Oberrauch) |

##### Gara 3
| Arbitri: | Patrick Fichtner Alex Lazzeri |

| |           | |
| Music (Koren, Vidmar) 9:07 K. Čepon (Jezovsek, Planko) 26:35 Pesut (Vidmar, Kranic) 38:32 Koblar (Rajsar, K. Čepon) 38:48 M. Čepon (Svete, Orehek) 41:49 Pesut (Vidmar, Music) 46:29 Jezovsek (K. Čepon) 58:57 | Marcatori | 2:55 Koczera (Grabher Meier, Wilfan) 5:33 Grabher Meier (Arkiomaa, Auer) 10:06 Winzig (D'Alvise, Grabher Meier) 46:29 Slivnik (Koczera, Grabher Meier) |

| Arbitri: | Miha Bulovec Turo Virta |

|  |           |                       |
|  | Marcatori | 59:57 Tavzelj (Pance) |

##### Gara 4
| Arbitri: | Patrick Fichtner Christian Ofner |

|                                                              |           | |
| Glavic (U. Sodja, Korosec) 34:19 Bašič (Gagnon, Pance) 56:06 | Marcatori | 1 27:36 T. Virtala (Traversa, Hofer) 37:02 Andergassen (Corbett, A. De Lorenzo Meo) 59:43 Helfer (Corbett, Berger) |

##### Gara 5
| Arbitri: | Marco Mori Matthias Ruetz |

| |           |                                                        |
| Oberrauch (Andergassen) 3:10 Traversa (M. Virtala, Helfer) 43:03 Hofer (Andergassen, Oberrauch) 65:12 | Marcatori | 32:19 Glavic (Kalan) 55:40 Rodman (Tomazevic, Paradis) |

#### Finale

##### Gara 1
| Arbitri: | Marco Mori Renè Strasser |

| |           |  |
| Gander (Hofer, T. Virtala) 25:24 Oberrauch (Andergassen, Helfer) 33:28 Gander (Althuber, Hofer) 59:27 | Marcatori |  |

##### Gara 2
| Arbitri: | Miha Bulovec Matthias Ruetz |

|                                                           |           | |
| Elliscasis (Berger) 38:53 Oberrauch (Berger, Hofer) 51:52 | Marcatori | 26:26 Vidmar (Kranjic, K. Čepon) 26:50 Jezovsek (Rajsar, Koblar) 27:36 Rajsar (K. Čepon, Planko) 32:55 Rajsar (Planko) 35:05 Jezovsek (Planko, Koblar) 39:58 Pesut (Zajc, Music) 44:38 Rajsar (Jezovsek, Koblar) |

##### Gara 3
| Arbitri: | Christian Ofner Turo Virta |

| |           | |
| Rajsar (Planko, K. Cepon) 10:18 Vidmar (Kranjic, Simsic) 22:50 Koblar (Planko, Rajsar) 27:34 Chvatal (Koren, Svete) 38:27 | Marcatori | 6:24 Gander (Traversa, Hofer) 26:25 Hofer (Gander, T. Virtala) 40:13 Traversa (Leitner, Gander) 43:30 Traversa (Helfer, Corbett) 47:44 Andergassen (Corbett, Oberrauch) 59:50 Helfer (Furlong, T. Virtala) |

##### Gara 4
| Arbitri: | Patrick Fichtner Marco Mori |

|                                                                                         |           | |
| Simsic (Chvatal, Orehek) 16:20 Music (Jezovsek, Us) 21:40 Music (Vidmar, Kranjic) 39:59 | Marcatori | 35:13 Gander (Andergassen, Helfer) 49:19 Helfer 57:34 T. Virtala (M. Virtala) 61:56 Traversa (T. Virtala, Furlong) |

##### Gara 5
| Arbitri: | Matthias Ruetz Turo Virta |

|                                                                                  |           |                                                                    |
| Grossgasteiger (Oberrauch, Gander) 10:42 M. Virtala (Traversa, T. Virtala) 38:41 | Marcatori | 51:45 Planko 59:36 K. Čepon (Vidmar, Koblar) 61:02 Planko (Rajsar) |

##### Gara 6
| Arbitri: | Patrick Fichtner Christian Ofner |

| |           |                                                            |
| Orehek (Koblar, Planko) 0:47 Pesut (Music, K. Čepon) 16:07 Zajc 29:46 Kujavec (Chvatal, K. Čepon) 29:59 Music (K. Čepon, Kranjc) 33:09 Music (Jezovsek, K. Čepon) 47:36 | Marcatori | 6:38 Gander (Andergassen) 35:39 Gander (M. Virtala, Hofer) |

##### Gara 7
| Arbitri: | Christian Ofner Matthias Ruetz |

|                                     |           |                                                                     |
| Hofer (Traversa, Andergassen) 17:48 | Marcatori | 52:14 Svete (Rajsar) 53:59 Zajc (Koblar, Zorko) 58:14 Zajc (Koblar) |

## Classifica finale
| Pos. | Squadra          | Naz.                |
| ---- | ---------------- | ------------------- |
| 1    | HK Olimpija      | Slovenia (bandiera) |
| 2    | Val Pusteria     | Italia (bandiera)   |
| 3    | Lustenau         | Austria (bandiera)  |
| 4    | HDD Jesenice     | Slovenia (bandiera) |
| 5    | RB Hockey Jr.    | Austria (bandiera)  |
| 6    | Asiago           | Italia (bandiera)   |
| 7    | Ritten-Renon     | Italia (bandiera)   |
| 8    | Cortina          | Italia (bandiera)   |
| 9    | VEU Feldkirch    | Austria (bandiera)  |
| 10   | Vipiteno Broncos | Italia (bandiera)   |
| 11   | Gherdëina        | Italia (bandiera)   |
| 12   | Kitzbühel        | Austria (bandiera)  |
| 13   | Zell am See      | Austria (bandiera)  |
| 14   | Bregenzerwald    | Austria (bandiera)  |
| 15   | KAC 2            | Austria (bandiera)  |
| 16   | Milano Rossoblu  | Italia (bandiera)   |
| 17   | Fassa Falcons    | Italia (bandiera)   |

## Verdetti
- Campione della AHL:  HK Olimpija

| Campioni AHL 2018-2019 Hokejski Klub Olimpija | Portieri: Ian Sotlar, Tilen Spreitzer, Zan Us Difensori: Uros Batic, Nejc Brus, Kristjan Cepo, Mark Cepon, Ravil Galeev, Nik Grahut, Ales Kranjc, Ziga Mehle, Luka Ogrinc, David Planko, Ziga Svete, Luka Vidmar, Luka Zorko Attaccanti: Martin Bohinc, Aljaz Chvatal, Zan Jezovsek, Gregor Koblar, Gal Koren, Anej Kujavec, Marcel Lavrisa, Ales Music, Janez Orehek, Ziga Pesut, Saso Rajsar, Mark Sever, Nik Simsic, Mark Sojer, Blaz Stipanic, Patrik Tislar, Luka Ulamec, Miha Zajc, Gregor Zezelj Staff Tecnico: Head Coach: Jure Vnuk, Asst. Coach: Matej Hocevar e Andrej Vidmar |